# 隅谷调查团
隅谷调查团是为解决成田机场问题而在1991年9月成立的一个日本知识分子团体。
隅谷调查团有5人组成：
- 隅谷三喜男：日本女子大学校长，主要研究劳动经济学
- 宇泽弘文：东京大学名誉教授
- 河宫信郎：中京大学教授，金属物理研究，作为环境问题专家介入
- 山本雄二郎：记者，高千穗商科大学教授
- 高桥寿夫：运输省航空局局长，日本空港会长

调查团的目标是找出成田机场问题的原因，找到符合社会正义的解决问题的途径。
他们作为调停者，先后共召开了15次公开讨论会，12次圆桌会议。